# Julien van Zeebroeck
Julien "Juliaan" van Zeebroeck (Brabante, 14 de julio de 1946) fue un piloto de motociclismo belga, que compitió en el Campeonato del Mundo de Motociclismo entre 1967 y 1978. Es el primer piloto belga de la historia del Mundial que consiguió una victoria en un Gran Premio.

## Biografía
Vanzeebroeck inició a correr en moto a los 16 años. El debut en el Mundial tuvo lugar en 1967, pero no fue hasta 1974 cuando pudo tener la continuidad, después de haber obtenido el título nacional belga en 1973. Fue contratado por Kreidler - Van Veen como compañero de equipo de Henk van Kessel para competir en la clase más pequeña de las competiciones, las 50cc.
Ya en el primer año como piloto oficial ganó su primer Gran Premioː Gran Premio Finlandia de 50cc, convirtiéndose en el primer piloto belga en ganar una prueba del Mundial. Al final de la temporada acabaría en tercer lugar.
Continuó presente en la categoría de 50 hasta 1978, teniendo tentativas en 125 cc en 1976 y 1977.
Una vez retirado, abrió en 1995 junto a su hijo un negocio de accesorios para moto en Sint-Pieters-Leeuw.

### Campeonato Mundial de Motociclismo

#### Carreras por año
Sistema de puntuación desde 1950 hasta 1968:
| Posición | 1.º | 2.º | 3.º | 4.º | 5.º | 6.º |
| Puntos   | 8   | 6   | 4   | 3   | 2   | 1   |

Sistema de puntuación desde 1969 hasta 1987:
| Posición | 1.º | 2.º | 3.º | 4.º | 5.º | 6.º | 7.º | 8.º | 9.º | 10.º |
| Puntos   | 15  | 12  | 10  | 8   | 6   | 5   | 4   | 3   | 2   | 1    |

(Carreras en negrita indica pole position, carreras en cursiva indica vuelta rápida)
| Año  | Categoría | Moto       | 1       | 2       | 3       | 4      | 5       | 6       | 7       | 8       | 9      | 10     | 11      | 12    | 13     | Pts. | Pos. |
| ---- | --------- | ---------- | ------- | ------- | ------- | ------ | ------- | ------- | ------- | ------- | ------ | ------ | ------- | ----- | ------ | ---- | ---- |
| 1967 | 50cc      | Derbi      | ESP -   | ALE -   | FRA -   | IDM -  | NED -   | BEL 10  |         |         |        |        |         |       | JAP -  | 0    | -    |
| 1970 | 50cc      | Kreidler   | GER -   | FRA -   | YUG -   |        | NED -   | BEL 20  | DDR -   |         | FIN -  | ULS -  | NAT -   | ESP - |        | 0    | -    |
| 1971 | 50cc      | Derbi      | AUT -   | ALE -   |         | NED -  | BEL 15  | RDA -   | CHE -   | SUE -   |        | NAC -  | ESP -   |       |        | 0    | -    |
| 1973 | 50cc      | Kreidler   |         |         | ALE -   | NAC -  |         | YUG -   | NED -   | BEL 13  |        | SUE -  |         | ESP - |        | 0    | -    |
| 1974 | 50cc      | Kreidler   | FRA DNQ | GER DNS |         | NAT 16 | NED 4   | BEL 5   | SWE 3   | FIN 1   | TCH 2  | YUG 9  | ESP 3   |       |        | 59   | 3.º  |
| 1975 | 50cc      | Kreidler   |         | ESP 2   |         | GER 3  | NAT Ret | NED 5   | BEL 1   | SWE DNQ | FIN -  |        | YUG -   |       |        | 43   | 3.º  |
| 1976 | 50cc      | Kreidler   | FRA Ret |         | NAC Ret | YUG -  | NED 15  | BEL -   | SUE -   | FIN 1   |        | ALE 6  | ESP 5   |       |        | 26   | 6.º  |
| 1976 | 125cc     | Morbidelli |         | AUT -   | NAC -   | YUG -  | NED 16  | BEL 8   | SUE 19  | FIN 11  |        | ALE 3  | ESP 6   |       |        | 18   | 10.º |
| 1977 | 50cc      | Kreidler   |         |         | ALE -   | NAC -  | ESP -   |         | YUG Ret | NED DNQ | BEL 5  | SUE 7  |         |       |        | 10   | 9.º  |
| 1977 | 125cc     | Morbidelli | VEN 5   | AUT Ret | ALE 16  | NAC -  | ESP 5   | FRA 8   | YUG 10  | NED 8   | BEL 11 | SUE 13 | FIN Ret |       | GBR 10 | 20   | 13.º |
| 1978 | 50cc      | Kreidler   |         | ESP -   |         |        | NAC 3   | NED Ret | BEL Ret |         |        |        | ALE -   | CZE - | YUG -  | 10   | 14.º |
| 1978 | 125cc     | Morbidelli | VEN -   | ESP 11  | AUT -   | FRA -  | NAC 17  | NED Ret | BEL Ret | SUE -   | FIN -  | GBR -  | ALE -   |       | YUG -  | 0    | -    |